# Tidslinje for kristendommen
Tidslinje for kristendommen

## 1. årtusinde
- 7-4 f.Kr....30-33 – Jesu fødsel og død.
- 50 (?) – Apostelmødet i Jerusalem.
- 325 – 1. økumeniske koncil i Nikæa (Nikæa I). Det vedtages, at Faderen og Sønnen er "af samme væsen".
- 325 – Fødselskirken i Bethlehem beordres opført af Konstantin den Store (færdiggjort 333 ?).
- 354 - Augustin af Hippo fødes.
- 381 – 2. økumeniske koncil i Konstantinopel (Konstantinopel I). Det præciseres, at Helligånden skal tilbedes sammen med Faderen og Sønnen.
- 430 - Augustin af Hippo dør.
- 431 – 3. økumeniske koncil i Efesos (Koncilet i Efesos). Det vedtages, at Jomfru Maria skal kaldes theotokos (dvs. "Gudføderske" eller "Guds Moder").
- 451 – 4. økumeniske koncil i Kalkedon i Lilleasien. Det vedtages, at Jesus Kristus havde en fuldstændig menneskelig og guddommelig natur, og at han var én person ("Ordet").
- 537 – Hagia Sofia indvies.
- 553 – 5. økumeniske koncil i Konstantinopel (Konstantinopel II). Visse tidlige tekster (f.eks. af Origenes) fordømmes.
- 680-681 – 6. økumeniske koncil i Konstantinopel (Konstantinopel III). Det vedtages, at Jesus Kristus havde to viljer, en guddommelig og en menneskelig.
- 732 – Slaget ved Poitiers. Karl Martel standser muslimernes fremrykning nord for Pyrenæerne.
- 787 – 7. økumeniske koncil i Nikæa (Nikæa II). Det fastslås, at billeder må æres, ikke dyrkes. Ikonoklasme fordømmes.
- 869-870 – 8. økumeniske koncil i Konstantinopel (Konstantinopel IV) – romersk-katolske kirke.
- 879-880 – 8. økumeniske koncil i Konstantinopel (Konstantinopel IV) – ortodokse kirke.
- 965 – Harald Blåtand erklærer på Den Store Jellingsten, at han har kristnet danerne.

## 11. århundrede
- 1054 – Det store skisma. Patriarken i Konstantinopel bryder med paven i Rom og den romersk-katolske kirke.
- 1096 – Det første korstog indledes.
- 1099 – Jerusalem erobres af korsfarere.

## 12. århundrede
- 1123 – 9. økumeniske koncil i Rom (Lateran I).
- 1139 – 10. økumeniske koncil i Rom (Lateran II).
- 1147 – Det andet korstog indledes.
- 1179 – 11. økumeniske koncil i Rom (Lateran III).
- 1189 – Det tredje korstog indledes.

## 13. århundrede
- 1202 – Det fjerde korstog indledes.
- 1215 – 12. økumeniske koncil i Rom (Lateran IV).
- 1245 – 13. økumeniske koncil i Lyon (Lyon I).
- 1274 – 14. økumeniske koncil i Lyon (Lyon II).

## 14. århundrede
- 1311-1313 – 15. økumeniske koncil i Vienne.
- 1414-1418 – 16. økumeniske koncil i Konstanz.

## 15. århundrede
- 1431-1439 – 17. økumeniske koncil i Basel-Ferrara-Firenze.
- 1453 – Konstantinopel indtages af sultan Mehmet II.
- 1492 – Indtagelsen af Granada markerer afslutningen på Reconquista.

## 16. århundrede
- 1512-1517 – 18. økumeniske koncil i Rom (Lateran V).
- 1517 – Reformationen startes ved Martin Luthers 95 teser på kirkedøren i Wittenberg, Tyskland.
- 1521 – Rigsdagen i Worms, som ender med at Martin Luther erklæres fredløs.
- 1529 – Den første tyrkiske belejring af Wien.
- 1536 – Reformationen gennemføres i Danmark.
- 1545-1563 – 19. økumeniske koncil i Trento (Tridentinerkoncilet).

## 17. århundrede
- 1600 – Giordano Bruno, italiensk filosof, brændes på bålet i Rom for kætteri.
- 1618 – Trediveårskrigen (indtil 1648).
- 1683 – Den anden tyrkiske belejring af Wien.

## 18. århundrede
- 1791 – Vedtagelsen af adskillelse mellem stat og kirke i USA (First Amendment to the United States Constitution).
- 1795 – Udgivelsen af Thomas Paine's religionskritiske The Age of Reason.

## 19. århundrede
- 1830 – Jesu Kristi Kirke af Sidste Dages Hellige (almindeligt kendt som Mormonkirken) grundlægges af Joseph Smith.
- 1865 – Frelsens Hær grundlægges af vækkelsesprædikanten William Booth i London.
- 1869-1870 – 20. økumeniske koncil (Vatikan I). Pavens ufejlbarlighed vedtages.
- 1878 – Pave Pius IX dør. Pave Leo XIII vælges som ny pave.

## 20. århundrede
- 1903 – Pave Leo XIII dør. Pius X vælges som ny pave.
- 1905 – Baptisternes Verdensalliance oprettes i London.
- 1906 – Albert Schweitzer udgiver The Quest of the Historical Jesus.
- 1914 – Pave Pius X dør. Benedikt XV vælges som ny pave.
- 1922 – Pave Benedikt XV dør. Pius XI vælges som ny pave.
- 1929 – Laterantraktaten indgås. Vatikanstaten oprettes.
- 1939 – Pave Pius XI dør. Pius XII vælges som ny pave.
- 1947 – Det Lutherske Verdensforbund oprettes i Lund.
- 1948 – Kirkernes Verdensråd oprettes i Amsterdam.
- 1948 – Internationale Føderation af Frie Evangeliske Kirker oprettes i Bern.
- 1948 – Staten Israel oprettes.
- 1953 – Church of Scientology grundlægges af L. Ron Hubbard.
- 1958 – Pave Pius XII dør. Johannes XXIII vælges som ny pave.
- 1962-1965 – 21. økumeniske koncil (Vatikan II).
- 1963 – Pave Johannes XXIII dør. Paul VI vælges som ny pave.
- 1970 – Verdensalliancen af Reformerte Kirker grundlægges.
- 1974 – Første internationale verdens-evangeliske kongres (også kaldet Lausanne-kongressen) afholdes i Lausanne.
- 1978 – Pave Paul VI dør. Johannes Paul I vælges som ny pave.
- 1978 – Pave Johannes Paul I dør. Johannes Paul II vælges som ny pave.
- 1989 – Anden internationale verdens-evangeliske kongres (også kaldet Lausanne II eller Lausanne 89) afholdes i Manila.

## 21. århundrede
- 2005 – Pave Johannes Paul II dør. Benedikt XVI vælges som ny pave.
- 2013 – Pave Benedikt XVI fratræder sit embede. Pave Frans I vælges som ny pave.